# Shared Source
Shared Source — назва одного з механізмів Microsoft для поширення сирцевого коду програм. Shared Source Initiative, що стартувала у травні 2001 року, включає різні ліцензії та технології. У більшості випадків пропонований сирцевий код доступний для завантаження після дотримання певних умов. Ліцензії Shared Source можуть як дозволити лише переглядати сирцевий код, так і модифікувати та поширювати його як у комерційних, так і в некомерційних цілях.

## Огляд
Shared Source дозволяє організаціям та фізичним особам отримувати доступ до сирцевого коду Microsoft для вивчення (що може бути корисним при розробці складних систем), для проведення аудиту безпеки (що потрібно великими організаціям та урядам держав), а також для розробки (навчальним закладам, OEM, фізичним особам).
Як частину проєкту Microsoft випустила 5 ліцензій. Дві з них, Microsoft Public License та Microsoft Reciprocal License, Open Source Initiative схвалила, як ліцензії для відкритого ПЗ, а Free Software Foundation розглядає, як ліцензії для вільного ПЗ. Інші ліцензії є власницькими і дозволяють власнику авторських прав на продукт зберігати більше контролю над його використанням.
Подібні ініціативи після Microsoft запустили й інші організації, наприклад, RISC OS Open Ltd.
Для деяких своїх продуктів Microsoft використовує окремі ліцензії, наприклад, Shared Source CLI License або Microsoft Windows Embedded CE 6.0 Shared Source License.

## Вільні ліцензії
Дві ліцензії з проекту Shared Source OSI схвалила, як ліцензії для відкритого ПЗ, та FSF — як вільні ліцензії.
9 грудня 2005 року програміст та блогер Джон Кован запропонував OSI ліцензії для схвалення. OSI зв'язалася з Microsoft і запитала, чи хоче Microsoft офіційно запропонувати ліцензію на схвалення. Microsoft відповіла, що вони не хочуть поспішати і їм потрібен час для обмірковування такого рішення.
На O'Reilly Open Source Convention у липні 2007 року Білл Гілф, керівник Microsoft з роботи з open-source, оголосив, що Microsoft офіційно надіслала ліцензії OSI для схвалення. Ліцензії схвалено 12 жовтня 2007 року.

### Microsoft Public License (Ms-PL)
Це найменш обмежувальна ліцензія Microsoft, що дозволяє поширення скомпільованого коду як для комерційного, так і для некомерційного використання під будь-якою ліцензією, що підпорядковується Ms-PL. Поширення ж сирцевого коду можливе лише під Ms-PL. Спочатку ліцензія мала назву Microsoft Permissive License, проте під час розгляду для схвалення OSI її перейменовано.
Згідно з FSF, ліцензія є вільною (з нестрогим копілефтом), але не сумісною з GNU GPL (з цієї причини, FSF переконливо просить не використовувати Ms-PL).

### Microsoft Reciprocal License (MS-RL)
Ця ліцензія дозволяє поширення похідного коду, якщо початковий код для модифікованих файлів доступний та ліцензований під Ms-RL. Ліцензія дозволяє файлам, що входять до складу ПЗ, але не містять коду, ліцензованого під Ms-RL, мати іншу ліцензію на вибір правовласника. Спочатку ліцензія мала назву Microsoft Community License, проте, як і Ms-PL, її перейменовано в процесі схвалення OSI.
Згідно з FSF, ліцензія є вільною (з трохи суворішим копілефтом, ніж Ms-PL), але також не сумісною з GNU GPL (з цієї причини, так само як і у випадку з Ms-PL, FSF переконливо просить не використовувати Ms-RL).

## Невільні ліцензії
Інші три ліцензії Shared Source мають обмеження, для того, щоб запобігти їхньому визначенню відкритим (OSI) або вільним (FSF) ПЗ.

### Microsoft Reference Source License (MS-RSL)
Це найбільше заборонна з усіх ліцензій Shared Source. Вона дозволяє лише перегляд сирцевого коду з метою налагодження, супроводу та поліпшення взаємодії стороннього продукту з ліцензованим під Ms-RSL ПЗ. Ліцензіат не має права модифікувати та поширювати сирцевий код третім особам як для комерційного, так і для не комерційного використання .

### Microsoft Limited Public License (Ms-LPL)
Ця ліцензія здебільшого ідентична Ms-PL, але містить пункт, який дає ліцензіату відповідні права лише якщо похідний продукт розробляється для платформи Microsoft Windows. Вона не є ліцензією для відкритого ПЗ і не схвалена OSI, оскільки не відповідає пункту визначення Open Source про технологічну нейтральність.

### Microsoft Limited Reciprocal License (Ms-LRL)
Як і Ms-LPL, ліцензія є обмеженою для платформи Microsoft Windows версією іншої ліцензії Shared Source, Ms-RL.

## Критика
Попри те, що дві Shared Source ліцензії FSF і OSI визнали відповідними вільному та відкритому ПЗ, президент OSI Майкл Тіменн розглядає фразу «Shared Source» як маркетинговий термін, створений Microsoft. Він стверджує, що це «інсургентський термін, який відволікає та послаблює Open Source використанням співзвучних термінів та пропозицією співзвучних обіцянок».
Критики також зазначають, що розробників, я вивчали код під Ms-RSL, можуть звинуватити у «викраденні» його, якщо їхній код виявиться схожим на оригінальний. Розробник GNOME та Mono Мігель де Ікаса рекомендує розробникам відкритого ПЗ не переглядати такого коду.

## Відомі програми та проєкти Shared Source

### Shared Source Licensing Programs
Microsoft надає відповідним критеріям державним і приватним організаціям, системним інтеграторам, OEM, державним службам безпеки, а також Microsoft MVP безкоштовний доступ до частин коду операційної системи Microsoft Windows .

### Microsoft Windows Academic Program
Програма надає вищим навчальним закладам світу доступ до концептів, сирцевого коду ядра ОС Windows та проєктів, корисних для інтегрування ядра Windows в освітню та дослідницьку діяльність.

### Microsoft Shared Source Common Language Infrastructure
Першою поширеною програмою Shared Source стала Shared Source CLI, реалізація Common Language Infrastructure. Ліцензія дозволяє модифікацію й поширення сирцевого коду в некомерційних цілях, за умови збереження в поширюваних дистрибутивах оригінальної ліцензії або іншої, що охоплює всі її пункти.
Згідно з FSF, SSCLI не є вільним ПЗ.

### Windows Installer XML (WIX)
WIX — набір засобів, що дозволяє створювати інсталяційні пакунки MSI з XML документів. WIX, викладений на сайті SourceForge.net під ліцензією Common Public License, став першою програмою Microsoft, випущеною під вільною ліцензією.

### ASP. NET AJAX Control Toolkit
Набір елементів керування, які використовують AJAX для взаємодії з користувачем веб-сайту. Продукт ліцензований під Ms-PL і доступний на сайті CodePlex, хостингу Microsoft для проєктів із відкритим кодом.